# Rabbids Land
Rabbids Land es un juego de Wii U anunciado por Ubisoft en el E3 2012. Es la séptima entrega de la serie Raving Rabbids.
Los servicios en línea para el juego se cerraron el 11 de noviembre de 2017.

## Argumento
Todavía en la Tierra, los Rabbids se encuentran tomando el control de un parque de atracciones. Dos Rabbids están tratando de ir a una de las cabalgatas (no disfrazados la primera vez, disfrazados la segunda como dinosaurios y disfrazados la tercera como hombres altos), pero son expulsados por una persona invisible. Uno de los Rabbids contacta con la nave espacial Rabbid a través de un dispositivo similar a un iPhone. Intenta llamar al Rabbid de la nave espacial, pero el Rabbid de la nave espacial está demasiado ocupado jugando con el Wii U Gamepad. Sin ser consciente de las consecuencias, el Rabbid de la nave sigue jugando con el Gamepad, que en realidad controlaba toda la nave. El Rabbid da la vuelta al Gamepad, lo que hace que la nave aterrice en el parque de atracciones.

## Modo de juego
El modo de juego es similar al de la serie Mario Party. Cuenta con un escenario similar a un juego de mesa. El jugador tendrá que tirar un dado con el Wii U Gamepad y dependiendo del número de dados, el Rabbid se moverá a la casilla correspondiente. Estos cuadrados desencadenan una característica diferente y pueden distinguirse fácilmente con solo mirar el símbolo dibujado en el cuadrado. Su objetivo principal es ganar el juego de mesa ganando trofeos, que pueden ser recogidos jugando y ganando minijuegos. Una vez que un jugador ha recogido todos los trofeos necesarios, usted necesita llegar al centro. Una vez que llegues al centro, el juego termina y el jugador puede ganar premios.
Aunque hasta cuatro jugadores pueden turnarse en el juego principal, solo dos jugadores pueden jugar los minijuegos a la vez.

## Banda sonora
La música fue compuesta por Jennifer Kes Remington. Una banda sonora de 17 canciones está disponible en el iTunes Music Store y se basa en los minijuegos jugados. Similar al baile llamado Here Comes The Hotstepper de The Hit Crew de Just Dance 2, el juego también incluye canciones con licencia como Make the Party (Don't Stop) de BunnyBeatsTV, Dance All Nite y Crazy Little Thing de ANJA.
| N.º | Título | Duración |  |

## Recepción
Rabbids Land recibió críticas mixtas, principalmente por su estilo de juego de mesa. Metacritic le da una puntuación total de 52.
IGN le dio un 5 de 10, llamándolo "una colección de minijuegos de fiesta mediocre". IGN lo elogió por algunos minijuegos divertidos y el buen uso del hardware, pero no le gustaron los otros minijuegos, la configuración cansada y la terrible configuración multijugador.
Nintendo Life ha dado a Rabbids Land un balance positivo, dándole un 7 sobre 10. Nintendo Life elogió sus divertidos minijuegos y sus increíbles gráficos y dijo: "Si no te importa la restricción de uno a uno de los minijuegos, hay mucha diversión aquí". A Nintendo Life no le gustaban algunos minijuegos que decían: "Son unos pocos sin los que puedes ir". Observaron que la falta de atracciones es decepcionante.
GameInformer le dio a Rabbids Land un 4 llamando a los Rabbids "cagones de fiesta". A GameInformer no le gustó el concepto del cansado juego de mesa infundido y su bajo valor de repetición. También afirmaron que la animación era genial, pero en general los gráficos no eran impresionantes, afirmando que el juego aún podría haber sido un juego de Wii.
"Nintendo World Report" le dio una puntuación de 7 sobre 10, elogiando su divertido sofá multijugador, Off-TV Play y su estilo bien diseñado, pero criticando sus bajos niveles de dificultad, su falta de creatividad y su aversión a que solo dos jugadores pudieran jugar a la vez.